# New Dawns (EP)
New Dawns è il primo EP della cantautrice italiana Gaia, pubblicato il 16 dicembre 2016 dalla Sony Music.

## Descrizione
L'EP è il primo progetto discografico della cantante dopo la partecipazione al talent show X Factor. Le tracce comprendono il singolo New Dawns, che dà il nome all'EP, scritto da Luca Chiaravalli, Chanty e Cesare Chiodo, e alcune reinterpretazioni di brani con cui la cantante si è esibita nel corso del talent show: Fast Car di Tracy Chapman, Wild Things di Alessia Cara, Human di Rag'n'Bone Man, Piece of My Heart di Janis Joplin,  e Vedrai, vedrai di Luigi Tenco.

## Tracce
1. New Dawns – 3:03 (Cesare Chiodo, Chantal Saroldi, Luca Chiaravalli)
2. Fast Car – 4:01 (Tracy Chapman)
3. Wild Things – 3:12 (Alessia Caracciolo, Coleridge Tillman, James Ho, Tab Nkhereanye)
4. Human – 3:17 (Jamie Hartman, Nick Monson, Rory Graham)
5. Piece of My Heart – 2:40 (Bert Berns, Jerry Ragovoy)
6. Vedrai, vedrai – 3:20 (Luigi Tenco)